# Oroombo Wetan
Oroombo Wetan is een bestuurslaag in het regentschap Pasuruan van de provincie Oost-Java, Indonesië. Oroombo Wetan telt 6360 inwoners (volkstelling 2010).